# Galambok
Galambok es un pueblo ubicado en el condado de Zala, Hungría.

## Superficie
Posee una superficie de 25,91 kilómetros cuadrados.

## Demografía
Hasta 2021 la población era de 1218 habitantes, con una densidad de población de 47,0 habitantes por kilómetro cuadrado. En 2011 la mayor parte la población estaba conformada por húngaros y la religión predominante era el catolicismo.